# France miniature
Koordinaten: 48° 46′ 35″ N, 1° 57′ 44″ O

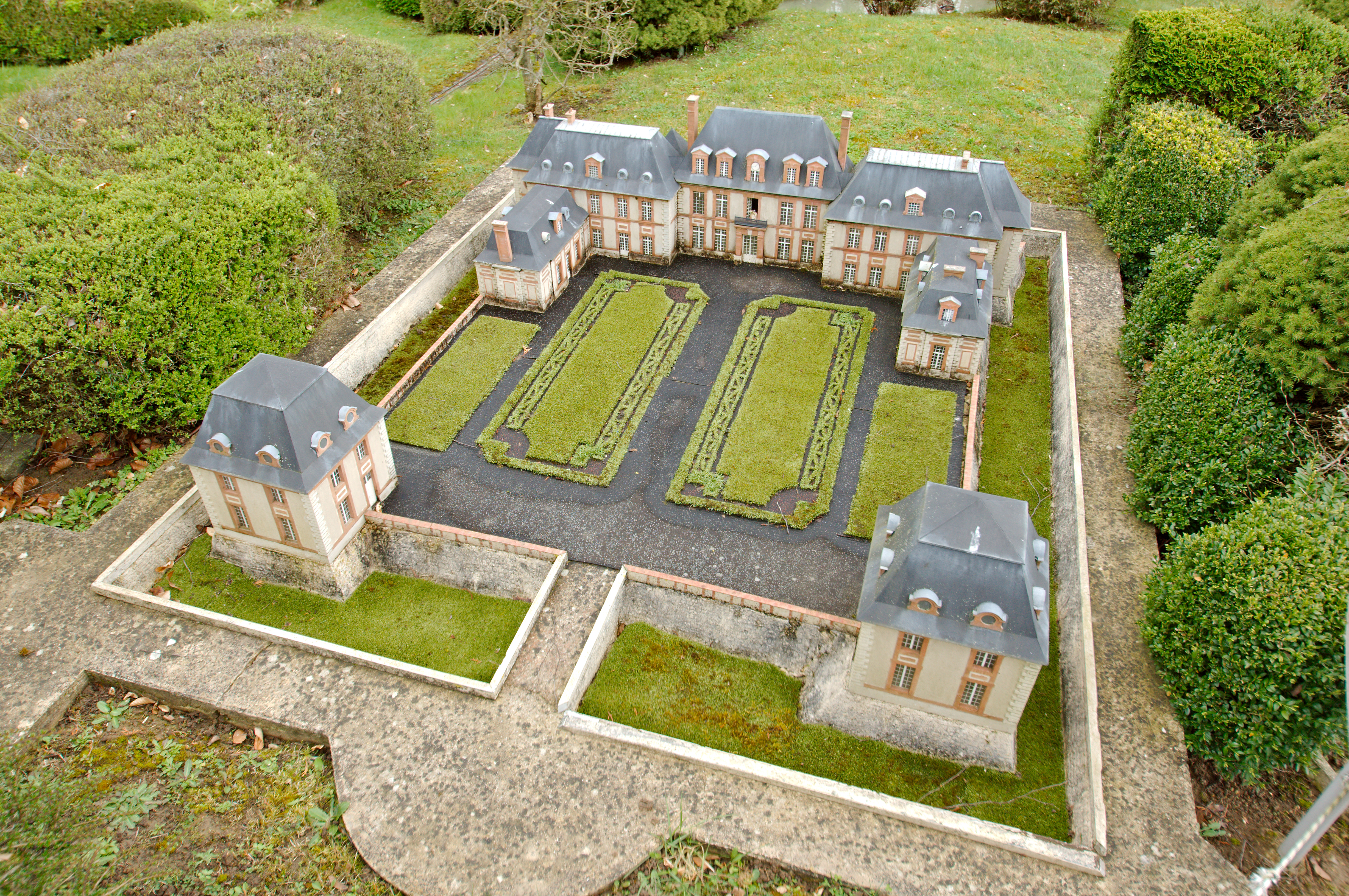
Nachbildung des Château de Breteuil

France miniature ist ein französischer Miniaturpark in Élancourt (Département Yvelines) in der Region Île-de-France, 25 Kilometer westlich von Paris. Der fünf Hektar große, im Jahr 1991 eröffnete Freizeitpark wird gegenwärtig von Grévin & Cie betrieben und empfängt jährlich etwa 200.000 Besucher.
Das Gelände hat den Grundriss einer Landkarte Frankreichs. Es ist teilweise von Wasserbecken umgeben, deren Einfassungen der Form der französischen Küsten nachempfunden sind. Ebenfalls dargestellt ist die Insel Korsika. Den Park durchzieht ein kleinformatiges fünf Kilometer langes Schienennetz, auf dem 17 Modelleisenbahnen verkehren. Für diese dienten Züge der SNCF wie der TGV-Hochgeschwindigkeitszug oder der Corail-Schnellzug als Modell.
Dazwischen sind in verschiedenen, in Miniatur und Relief angelegten Regionen und Landschaften 140 maßstabgerechte Modelle bekannter Kulturdenkmäler Frankreichs zu finden, wie beispielsweise das römische Amphitheater von Arles, die Kirchenburg Mont-Saint-Michel, die Schlösser Chenonceau, Chambord und Versailles, der Eiffelturm, der Garabit-Viadukt, Le Corbusiers Kirche von Ronchamp, das Stade de France, der Ort Saint-Tropez und andere. Der Maßstab der Modelle beträgt 1:30.